# Mistrzostwa Polski w Boksie 2009
80. Mistrzostwa Polski w Boksie 2009 (mężczyzn) odbyły się w dniach 4-8 marca 2009 w Pniewach. Wystartowała rekordowa liczba zawodników - 159 - reprezentujących 43 kluby z 14. Okręgowych Związków Bokserskich. W mistrzostwach uczestniczy czołówka polskiego boksu amatorskiego z wielokrotnymi mistrzami kraju - Rafałem Kaczorem, Mirosławem Nowosadą i Andrzejem Liczikiem. Nie wystartował czterokrotny mistrz Polski Mariusz Koperski (kontuzja kręgosłupa), siedmiokrotny mistrz kraju - Krzysztof Szot oraz ubiegłoroczny wicemistrz Polski - Mariusz Welc. Obaj przeszli na zawodowstwo.

## Medaliści
| Kategoria:                       | Liczba zawodników | Złoto:                                     | Srebro:                                | Brąz:                                                                    |
| waga papierowa (do 48 kg)        | 3                 | Łukasz Maszczyk (Gwardia Warszawa)         | Piotr Gudel (Cristal Białystok)        | Tomasz Duda (Radomiak Radom)                                             |
| waga musza (do 51 kg)            | 3                 | Rafał Kaczor (PKB Poznań)                  | Dawid Knade (PKB Poznań)               | Stanisław Karpisiewicz (GOKSiR Brzeziny)                                 |
| waga kogucia (do 54 kg)          | 6                 | Rajnchold Bromboszcz (06 Kleofas Katowice) | Krzysztof Rogowski (PKB Poznań)        | Damian Smogór (BKS Gorzów) Mariusz Burzyński (SSS Strzegom)              |
| waga piórkowa (do 57 kg)         | 14                | Michał Chudecki (PKB Poznań)               | Mateusz Mazik (RMKS Rybnik)            | Marek Jędrzejewski (KS Damnica) Kamil Młodziński (Jawor Team Jaworzno)   |
| waga lekka (do 60 kg)            | 11                | Michał Syrowatka (Mazur Ełk)               | Andrzej Liczik (Hetman Białystok)      | Michał Żeromiński (Radomiak Radom) Damian Wrzesiński (PKB Poznań)        |
| waga lekkopółśrednia (do 64 kg)  | 15                | Marcin Łęgowski (Hetman Białystok)         | Krzysztof Ciereszko (Hetman Białystok) | Tomasz Mazur (PKB Poznań) Kamil Latusek (PACO Lublin)                    |
| waga półśrednia (do 69 kg)       | 24                | Kamil Szeremeta (Hetman Białystok)         | Krzysztof Chudecki (PKB Poznań)        | Maciej Sulęcki (Gwardia Warszawa) Przemysław Ziemnicki (OZB Warsz.-Maz.) |
| waga średnia (do 75 kg)          | 28                | Robert Świerzbiński (Hetman Białystok)     | Dariusz Sęk (PM Tarnów)                | Piotr Poniedziałek (Team Jawor Jaworzno) Maciej Adamiak (PKB Poznań)     |
| waga półciężka (do 81 kg)        | 24                | Mirosław Nowosada (Hetman Białystok)       | Krzysztof Sadłoń (SSS Strzegom)        | Maciej Ciechanowicz (SSS Strzegom) Damian Kośmider (Tygrys Elbląg)       |
| waga ciężka (do 91 kg)           | 17                | Krzysztof Zimnoch (Hetman Białystok)       | Tomasz Duszak (Junior Box Poznań)      | Marcin Madaj (Start Włocławek) Łukasz Zygmunt (Polonia Świdnica)         |
| waga superciężka (powyżej 91 kg) | 14                | Mateusz Malujda (Gwardia Wrocław)          | Marcin Rekowski (PKB Poznań)           | Patryk Bartkiewicz (PKB Poznań) Michał Towarnicki (Skorpion Szczecin)    |